# Corcieux
Corcieux és un municipi francès, situat al departament dels Vosges i a la regió del Gran Est. L'any 2007 tenia 1.655 habitants.

## Demografia

### Població
El 2007 la població de fet de Corcieux era de 1.655 persones. Hi havia 680 famílies, de les quals 194 eren unipersonals (79 homes vivint sols i 115 dones vivint soles), 215 parelles sense fills, 211 parelles amb fills i 60 famílies monoparentals amb fills.
La població ha evolucionat segons el següent gràfic:
Habitants censats

### Habitatges
El 2007 hi havia 994 habitatges, 687 eren l'habitatge principal de la família, 267 eren segones residències i 39 estaven desocupats. 487 eren cases i 315 eren apartaments. Dels 687 habitatges principals, 396 estaven ocupats pels seus propietaris, 273 estaven llogats i ocupats pels llogaters i 18 estaven cedits a títol gratuït; 1 tenia una cambra, 40 en tenien dues, 125 en tenien tres, 187 en tenien quatre i 335 en tenien cinc o més. 486 habitatges disposaven pel capbaix d'una plaça de pàrquing. A 352 habitatges hi havia un automòbil i a 241 n'hi havia dos o més.

### Piràmide de població
La piràmide de població per edats i sexe el 2009 era:
| Homes | Edats   | Dones |
| ----- | ------- | ----- |
| 0     | 95 o +  | 0     |
| 4     | 90 a 94 | 8     |
| 0     | 85 a 89 | 20    |
| 8     | 80 a 84 | 16    |
| 24    | 75 a 79 | 40    |
| 36    | 70 a 74 | 32    |
| 32    | 65 a 69 | 40    |
| 80    | 60 a 64 | 64    |
| 24    | 55 a 59 | 40    |
| 56    | 50 a 54 | 48    |
| 48    | 45 a 49 | 32    |
| 52    | 40 a 44 | 44    |
| 60    | 35 a 39 | 60    |
| 60    | 30 a 34 | 56    |
| 44    | 25 a 29 | 72    |
| 40    | 20 a 24 | 40    |
| 52    | 15 a 19 | 64    |
| 68    | 10 a 14 | 56    |
| 52    | 5 a 9   | 32    |
| 48    | 0 a 4   | 44    |

## Economia
El 2007 la població en edat de treballar era de 1.033 persones, 726 eren actives i 307 eren inactives. De les 726 persones actives 604 estaven ocupades (341 homes i 263 dones) i 123 estaven aturades (50 homes i 73 dones). De les 307 persones inactives 113 estaven jubilades, 84 estaven estudiant i 110 estaven classificades com a «altres inactius».

### Ingressos
El 2009 a Corcieux hi havia 691 unitats fiscals que integraven 1.640,5 persones, la mediana anual d'ingressos fiscals per persona era de 14.909 €.

### Activitats econòmiques
Dels 92 establiments que hi havia el 2007, 6 eren d'empreses alimentàries, 6 d'empreses de fabricació d'altres productes industrials, 11 d'empreses de construcció, 21 d'empreses de comerç i reparació d'automòbils, 9 d'empreses de transport, 12 d'empreses d'hostatgeria i restauració, 1 d'una empresa d'informació i comunicació, 5 d'empreses financeres, 5 d'empreses de serveis, 12 d'entitats de l'administració pública i 4 d'empreses classificades com a «altres activitats de serveis».
Dels 24 establiments de servei als particulars que hi havia el 2009, 1 era una oficina d'administració d'Hisenda pública, 1 gendarmeria, 1 oficina de correu, 2 oficines bancàries, 4 tallers de reparació d'automòbils i de material agrícola, 1 autoescola, 1 paleta, 1 guixaire pintor, 1 fusteria, 3 lampisteries, 2 electricistes, 4 perruqueries i 2 restaurants.
Dels 10 establiments comercials que hi havia el 2009, 1 era un hipermercat, 1 un supermercat, 3 fleques, 1 una fleca, 1 una llibreria, 1 una sabateria, 1 una botiga d'electrodomèstics i 1 una joieria.
L'any 2000 a Corcieux hi havia 27 explotacions agrícoles que ocupaven un total de 1.008 hectàrees.

## Equipaments sanitaris i escolars
L'únic equipament sanitari que hi havia el 2009 era una farmàcia.
El 2009 hi havia 1 escola maternal i 1 escola elemental. Corcieux disposava d'un col·legi d'educació secundària amb 188 alumnes.

## Poblacions més properes
El següent diagrama mostra les poblacions més properes.